# El niño es nuestro (película de 1973)
El niño es nuestro  es una comedia dramática española dirigida por Manuel Summers en 1973, secuela de Adiós, cigüeña, adiós con menor éxito de público que la anterior, aunque tuvo casi un millón ochocientos mil espectadores. La película fue distinguida con la Medalla del Círculo de Escritores Cinematográficos al mejor guion de 1973.

## Argumento
Inmediatamente después de los acontecimientos de Adiós, cigüeña, adiós, Arturo, Paloma y los demás ahora se enfrentan a sus padres y varias otras autoridades sobre qué hacer con el bebé. 
El padre de Arturo sólo quiere olvidarse del asunto, el de Paloma prefiere dejarlo en un orfanato de monjas y a estas últimas no les importa dónde se originó el bebé ni qué quieren sus padres para él. 
Tras intentar las demás opciones, la pandilla al final tendrá que infiltrarse en el orfanato para rescatarlo pues, como han señalado repetidamente... "¡El niño es nuestro!"

## Reparto
- María Isabel Álvarez Romero como Paloma
- Francisco Villa como Arturo
- Curro Martín Summers como Curro
- Beatriz Galbó como Mamen
- José Rodríguez
- Luis A. De La Peña
- Alicia Peramó
- María Rosa Torrico
- Myriam Torrico
- Joaquín Goma
- Felipe Anaya
- Mari Carmen Heras
- María Luisa Lorenzo
- José Ignacio Villa
- Manuel Luis Martín
- Abel Alonso
- Carlos Alonso
- Mercedes Borqué como madre de Arturo
- Teresa Gisbert
- Alfredo Santacruz
- Enrique Navarro
- Ángel Menéndez
- Pilar Gómez Ferrer como Monja superiora
- Francisco Pierrá como Abogado
- Rafael Conesa
- Queti de la Cámara
- Antonio Orengo
- María Arias
- Juana Azorín
- Fernando de la Riva
- Antonio Alfonso Vidal